# Splendolin
Splendolin är ett kompositgarn av särskilt behandlat lin och bomull samt även tyger vävda därav.